# Chiesa della Natività di Maria Vergine (Gurro)
La chiesa della Natività di Maria Vergine è la parrocchiale di Gurro, in provincia del Verbano-Cusio-Ossola e diocesi di Novara; fa parte della unità pastorale di Cannobio.

## Storia
L'originaria cappella gurrese sorse all'inizio del XIV secolo, venne citata per la prima volta nel 1336 e fu consacrata nel 1356 dal vescovo degli emeriti di Sant'Agostino.
Gurro e Falmenta divennero assieme una parrocchia nel 1569, affrancandosi così dalla matrice di Orasso; successivamente, nel 1616 le due comunità furono rese totalmente autonome dal vescovo di Milano Federigo Borromeo.
Nel 1739 iniziarono i lavori di costruzione della nuova parrocchiale; l'edificio venne portato a compimento nel 1747 e nel 1759 fu eretta la torre campanaria.
All'inizio dell'Ottocento la popolazione era aumentata notevolmente e risultava necessario un ampliamento della chiesa. Nel 1884 vennero costruite le due navate laterali per volere del parroco Gaspare Campana e con l'aiuto di tutta la popolazione; in quella destra fu collocata la statua raffigurante Sant'Antonio da Padova, mentre in quella sinistra il simulacro con soggetto la Madonna del Carmine.

## Descrizione

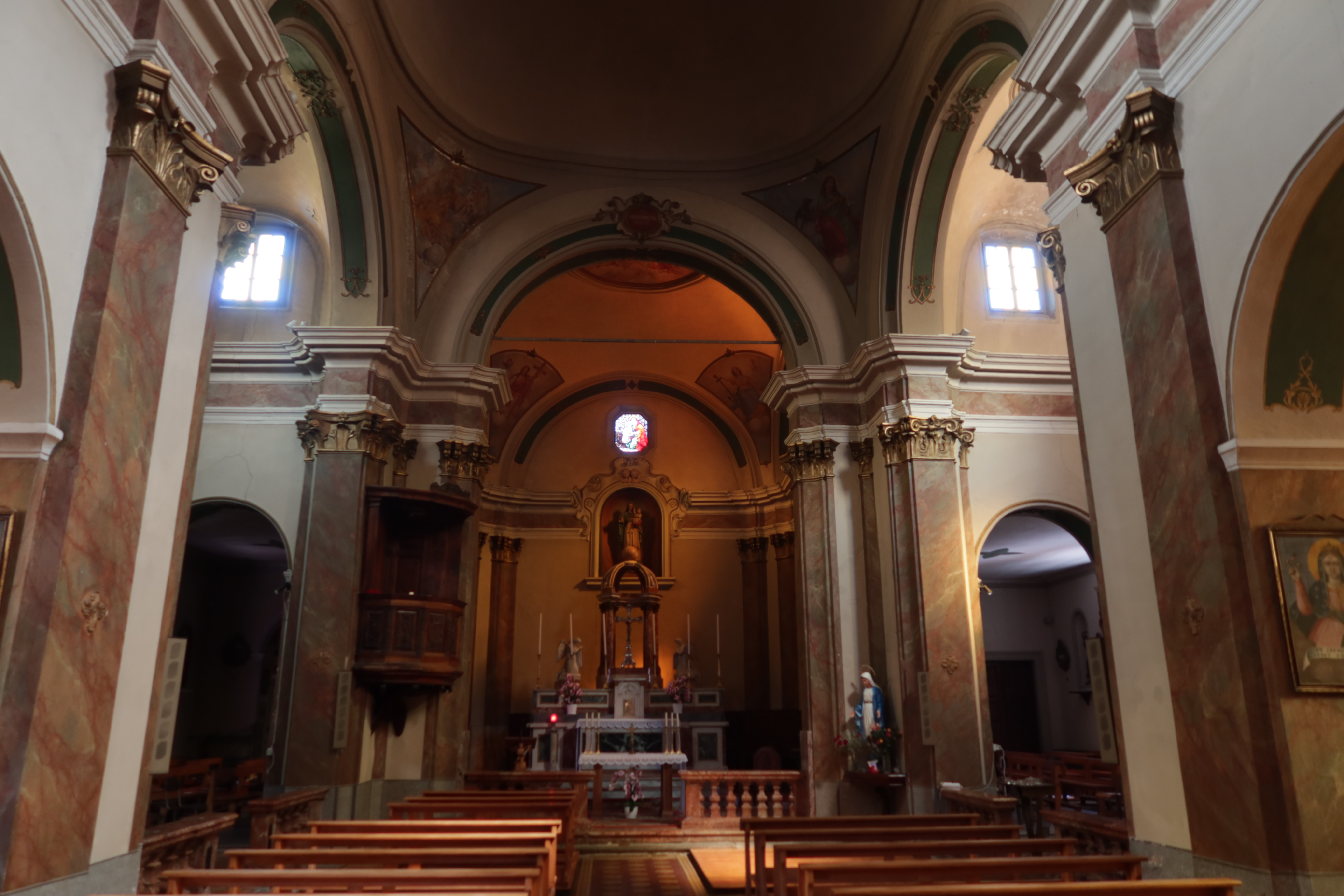

### Esterno
La facciata a salienti della chiesa, rivolta a ponente e scandita da paraste, si compone di tre corpi: quello centrale, coronato dal timpano, presenta al centro il portale maggiore, protetto da una tettoia e sormontato da una finestra, mentre nelle ali laterali si aprono i due ingressi secondari, sovrastati da oculi.
Annesso alla parrocchiale è il campanile in mattoni a base quadrata; la cella presenta una monofora per lato ed è coronata dalla cupoletta poggiante sul tamburo.

### Interno
L'interno dell'edificio è suddiviso in tre navate, separate da pilastri sorreggenti archi a tutto sesto, sopra cui si impostano le volte; al termine dell'aula si sviluppa il presbiterio, delimitato da balaustre e sua volta chiuso dall'abside di forma quadrangolare.
Qui sono conservate diverse opere di pregio, tra le quali l'altare maggiore, costruito nel 1823, il tabernacolo in marmo di Carrara, risalente al XVI secolo e donato dai gurresi residenti a Milano; e l'affresco raffigurante San Carlo Borromeo.